# ميدان فلسطين
ميدان فلسطين أو ما يسمى الساحة. هو ساحة مدينة غزة في وسط قطاع غزة في ما بين شارع جمال عبد الناصر وشارع عمر المختار. هو موقع محطة للحافلات ومحطة لسيارات الأجرة، وسوق للفاكهة، ويوجد به مستشفى، والعشرات من المحلات التجارية الصغيرة والمطاعم الصغيرة والبائعين. وهو من أهم الاماكن التجارية بغزة. ويقع مقر بلدية غزة أيضا في هذه الساحة، ميدان فلسطين كان ذي جدران وضعت على طول الحافة الجنوبية من البلدة القديمة، وكانت مليئة بالاشجار والمزروعات مثل الشعير والخضار، وبساتين الزيتون واللوز.